# Ходорф
Ходорф (њем. Hodorf) општина је у њемачкој савезној држави Шлезвиг-Холштајн. Једно је од 112 општинских средишта округа Штајнбург. Према процјени из 2010. у општини је живјело 224 становника. Посједује регионалну шифру (AGS) 1061039.

## Географски и демографски подаци
Ходорф се налази у савезној држави Шлезвиг-Холштајн у округу Штајнбург. Општина се налази на надморској висини од 7 метара. Површина општине износи 7,5 km². У самом мјесту је, према процјени из 2010. године, живјело 224 становника. Просјечна густина становништва износи 30 становника/km².